# Gerald Plato
Gerald Plato (* 11. März 1905 in Großlehna; † unbekannt) war ein deutscher Komponist der Unterhaltungsmusik, der in den 1930er-Jahren wirkte.

## Leben
International bekannt wurde sein nach Text von Erich Stöcklein komponierter langsamer Walzer Melodia – Hörst Du mein heimliches Rufen?. Das Stück wurde 1939 unter anderen von Michael Jary, Kurt Widmann, Rudi Schuricke und Herbert Ernst Groh aufgenommen. Spätere Interpreten waren Helmut Zacharias (1954), Bruce Low (1961), Will Glahé (1966), John Woodhouse (1967), Klaus Wunderlich (1968), Willy Schneider (1974) und Heino (2004). In Frankreich wurde es unter dem Titel Entend-tu la vie troublante? bekannt.
Daneben verfasste Gerald Plato mit Erich Stöcklein weitere Kompositionen, die zunächst im Paul Linckes Apollo-Verlag Berlin erschienen und in den 1980er-Jahren im Leipziger Astra-Musikverlag neu herausgegeben wurden.
Am 9. August 1937 beantragte Plato die Aufnahme in die NSDAP und wurde rückwirkend zum 1. Mai desselben Jahres aufgenommen (Mitgliedsnummer 4.478.657). Er wurde zur Wehrmacht einberufen und war 1943 bei der 384. Infanterie-Division eingesetzt. Er wurde im Fronteinsatz vermisst und 1954 vom Kreisgericht Halle zum 31. Juli 1949 für tot erklärt.

## Werke
- Die Tante tanzt so gern mit Onkel Peter, Foxtrott (1931)
- Melodia – Hörst Du mein heimliches Rufen? (1937)
- Grad, weil Du so lieb bist
- Wünsch Dir was
- Ein paar liebe Zeilen kannst du mir doch schreiben
- Tanzt alle mit!
- Sonnenhelle Augen
- Astra-Rheinländer-Potpourri